# Restauradores (métro de Lisbonne)
Pour les articles homonymes, voir Restauradores.
Restauradores est une station du métro de Lisbonne sur la ligne bleue.